# Daniel Amartey
Daniel Amartey, (født 21. december 1994 i Ghana) er en ghanesisk fodboldspiller, der fra juli 2023 spiller for den tyrkiske klub Beşiktaş JK. Han har tidligere spillet for bl.a. den engelske Premier League-klub Leicester og danske F.C. København.

## Karriere

### Djurgården IF
Amartey har tidligere spillet i Inter Allies FC i Ghanas hovedstad Accra. Han kom fra Ghana til Sverige og Djurgården IF for første gang allerede som 16-årig i 2011 efter at han var blevet opdaget ved en turnering i Ghana, men han var på daværende tidspunkt for ung til at skrive kontrakt med den svenske klub.. I januar 2013, kort efter at Amartey var fyldt 18 år, skrev han på kontrakt med Djurgården. Amartey begyndte som midtbanespiller, men blev senere flyttet ned som midterforsvarer.

### F.C. København
Den 18. juni 2014 blev det offentliggjort, at Amartey havde skrevet en femårig kontrakt med F.C. København.
FC København brugte ham dog mest som defensiv midtbanespiller.

### Leicester City F.C.
Mandag den 18. januar 2016 blev det offentliggjort, at Amartey skifter den danske Superliga og F.C. København ud med engelske Premier League og Leicester City F.C.. Ifølge DR, hvis oprindelige kilde er Leicester Mercury, har Leicester City betalt 5 millioner £ for Amartey, svarende til omtrent 50 millioner danske kroner.

### Beşiktaş JK
I sommeren 2023 skiftede Amartey til tyrkiske Beşiktaş JK. 

## Landsholdkarriere
Amartey debuterede for Ghanas fodboldlandshold under Africa Cup of Nations 2015 den 19. januar 2015 i en kamp mod Senegal med fuld spilletid.

## Titler
- Finalist i Svenska Cupen 2013 med Djurgården
- Vundet DBU pokalen 2015 med F.C København
- Vundet DBU pokalen 2016 med F.C København
- Vundet Premier League med Leicester F.C. i sæson 2015-2016
- Vundet ALKA Superligaen med F.C. København i sæson 2015-2016